# Универсальная арифметика
«Универсальная арифметика» (или «Всеобщая арифметика», лат. Arithmetica Universalis) — монография Исаака Ньютона, впервые опубликованная в 1707 году на латинском языке. Универсальной арифметикой Ньютон называл алгебру, и данный труд внёс существенный вклад в развитие этого раздела математики. Позднее книгу под таким же названием опубликовал Эйлер в 1768—1769 годах.

## История создания

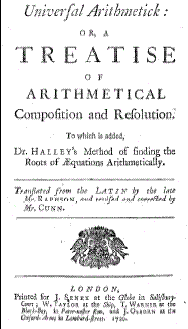
Английское издание (1720)

Среди курсов, которые вёл в Тринити-колледже Исаак Ньютон, был курс алгебры, и, согласно правилам, Ньютон сдал в университетскую библиотеку аккуратно оформленный латинский конспект этих лекций. После отхода Ньютона от преподавательской деятельности (1696 год) его преемник на кафедре, Уильям Уистон, опубликовал эту рукопись под названием «Универсальная арифметика». В 1720 году Джозеф Рафсон издал английский перевод книги (англ. Universal Arithmetick). К первому изданию был приложен мемуар Галлея о численном методе нахождения корней уравнений.
Книга вызвала большой интерес и неоднократно переиздавалась на разных языках; в XVIII веке вышли 5 только латинских её переизданий. Каждое новое издание сопровождалось растущим числом комментариев и дополнений.

## Краткое содержание
В начале книги Ньютон поясняет отношение арифметики и алгебры: цель алгебры — открыть и исследовать общие законы арифметики, а также предложить практические методы решения уравнений. Далее Ньютон даёт классическое определение вещественного числа как отношения результата измерения к единичному эталону:

Под числом мы понимаем не столько множество единиц, сколько отвлечённое отношение какой-нибудь величины к другой величине того же рода, принятой за единицу.
Оригинальный текст (лат.)Per Numerum non tam multitudinem unitatum quam abstractam quantitatis cujusvis ad aliam ejusdem generis quantitattem quae pro unitate habetur rationem intelligimus.

Это определение фактически завершает многолетний процесс «уравнения в правах» целых, дробных и иррациональных чисел. В отличие от многих математиков того времени, Ньютон не рассматривал отдельно отрицательные числа и на примерах показал их полезность.
Затем излагается теория десятичных дробей, действий с ними и используемых обозначений. Ньютон в своих выкладках использовал обозначения Декарта, мало чем отличающиеся от современных. Однако, в отличие от Декарта, он полностью отделил алгебру от геометрии, подчеркнув, что при всей взаимной пользе у этих наук разные предметы.
В отдельных разделах, с многочисленными примерами и геометрическими иллюстрациями, излагаются действия с дробями, извлечение корней, типы уравнений, методы их упрощения и решения. Ньютон почти не приводит доказательств своих утверждений и основное внимание уделяет прикладным аспектам материала. Некоторые высказанные в книге глубокие теоремы удалось строго доказать только в XIX веке.
Особое внимание Ньютон уделил решению алгебраических уравнений, эта тема занимает почти половину книги. В ходе изложения приводятся решения 77 типовых задач (в основном геометрического характера), снабжённые подробными разъяснениями и методическими рекомендациями.
Среди других открытий Ньютона, изложенных в книге, можно упомянуть:
- Одна из первых формулировок основной теоремы алгебры: число вещественных корней многочлена не превосходит его степени, а число комплексных корней всегда чётно.
- Обобщение декартовского «правила знаков» для определения числа корней многочлена.

## Перевод на русский язык
- Ньютон И. Всеобщая арифметика или Книга об арифметических синтезе и анализе. — М.: Изд. АН СССР, 1948. — 442 с. — (Классики науки).